# 荷西·拉米瑞茲
荷西·安立奎·拉米瑞茲（英語：José Enrique Ramírez，1992年9月17日—），為美國職棒大聯盟的三壘手。現效力於克里夫蘭守護者隊。2009年11月26日，他與印地安人簽約。2013年登上大聯盟。
2017年、2018年與2020年，拉米瑞茲都入選明星賽且拿下銀棒獎。2017年，他成為大聯盟第19位達成單季56支二壘安打的球員。

## 職業生涯

### 克里夫蘭印地安人
加盟印地安人前，拉米瑞茲在多明尼加打球。2009年，17歲的拉米瑞茲被印地安人的球探在博卡奇卡相中，隨後與球隊簽約。
2011年，拉米瑞茲在新人聯盟出賽，打擊率3成25。2012年升上1A。2013年升上2A。
2013年
9月1日，拉米瑞茲登上大聯盟。當時他擔任代跑，並靠著Mike Aviles的再見滿貫砲回來得分。9月9日，他擊出大聯盟首安。
2013年，印地安人隊繼2007後再度闖進季後賽。不過在外卡戰不敵光芒隊。
2014年
2014年開季，拉米瑞茲先待在小聯盟，不過表現不錯。他在5月1日升上大聯盟，當時他頂替受傷的傑森·基普尼斯。基普尼斯回歸後，拉米瑞茲再度被下放。不過他並沒有在小聯盟待太久，他在7月23日重返大聯盟。
7月31日，球隊將游擊手Asdrúbal Cabrera交易到國民隊，拉米瑞茲成為主力游擊手。8月9日，拉米瑞茲擊出大聯盟首轟。該季他打擊率2成62，62安10盜。
2015年
2015年，拉米瑞茲首度進入開幕戰先發名單。然而他上半季的表現並不理想，球隊也在美聯中區墊底。到了下半季，拉米瑞茲漸漸找回手感。該年他打擊率2成80。他在9月擊出4轟成為他個人單月全壘打紀錄。
2016年
經過了去年的小低潮，拉米瑞茲在這年打擊爆發。他也在該年守了四個位置：二壘、三壘、游擊和左外野。當時左外野手麥可·布蘭特利因傷提前報銷，拉米瑞茲補上了他的位置。
6月17日到7月1日，印地安人打出了一波14連勝，追平隊史紀錄。在這14場比賽中，拉米瑞茲的打擊率為2成98，9分打點。該年印地安人也一路闖進世界大賽，在世界大賽第5場，拉米瑞茲擊出了他在世界大賽的首轟。不過印地安人最後連輸3場遭到小熊隊逆轉，無緣拿下冠軍。
2017年
3月28日，拉米瑞茲與球隊簽下5年2,600萬美元的合約。在6月，他締造了連續9場敲出2支安打以上的紀錄。6月18日，他被選為美聯單週最佳球員。那一週，他的打擊率為5成16，3轟7分打點。7月9日，二壘手傑森·基普尼斯受傷，球隊讓拉米瑞茲在剩餘球季擔任二壘手一職。該年他也首度入選明星賽。
8月24日到9月15日，印地安人締造了22連勝，打破了由2002年「魔球軍團」運動家保持的20連勝美聯紀錄。這也是大聯盟史上第2長的連勝紀錄。拉米瑞茲在這段期間，打擊率4成23，上壘率4成62，長打率9成44。9月5日，他再度入選美聯單週最佳球員。
該年他出賽152場，擊出56支二壘安打，打擊率3成18，29轟83分打點。在擊出25轟以上的球員中，他保有最少三振的紀錄，僅69次。
此外，他也拿下銀棒獎。在美聯MVP票選中，他拿下第三名，僅次於荷西·奧圖維及亞倫·賈吉。
2018年
5月29日，他擊出單季第17轟。在5月尚未結束前就擊出17轟讓他追平隊史紀錄。後來他與隊友法蘭西斯科·林多爾在同一月擊出至少10轟，繼2002年的吉姆·湯米和Karim García後再度追平隊史紀錄。
上半季他打擊率2成92，24轟59分打點，19盜，他再度入選明星賽。整季他打擊率為2成70，上壘率3成87，長打率5成52。
2019年
這年拉米瑞茲表現下滑，在8月前打擊率僅有1成89。由於投手在面對他時直球使用量少，造成他打擊不容易製造長打。最後他在上半季的打擊率也只有2成18。
不過，拉米瑞茲在8月15日敲出生涯首支滿貫砲，他在下個打席又敲出全壘打。到了下半季，拉米瑞茲整個人脫胎換骨，敲出32支長打和40分打點。後來他在8月24日因為傷到鉤骨提前結束賽季，整年他出賽129場比賽，打擊率為2成55，並敲出23轟與83分打點。
2020年
這年賽季因為疫情關係延後開打，也給了拉米瑞茲養傷的時間。從8月25日開始，他的打擊率為3成58，並敲出12轟與28分打點。他在9月22日更是敲出再見全壘打將印地安人搶下季後賽門票。
他在9月份也以3成66的打擊率，外帶10轟與24分打點的成績，拿下美聯單月最佳球員。最後他在這年的打擊率為2成92，並敲出17轟與46分打點。3.4的WAR值也是大聯盟最高，他的OPS、壘打數、長打率、二壘安打數、全壘打數、打點和盜壘等數據都能維持在美聯前五。最後他在MVP票選拿下第二名，僅次於白襪隊的荷西·阿布瑞尤。他也拿下生涯第三座銀棒獎。
2021年
2022年
2023年
2024年
2025年

## 外部連結
- 球員資訊和成績在MLB ，ESPN ，Retrosheet ，Baseball Reference ，Baseball Reference (Minors) ，Fangraphs ，The Baseball Cube （英文）
- 荷西·拉米瑞茲在台灣棒球維基館上的頁面（繁體中文）